# バリー・コスキー
バリー・コスキー（Barrie Kosky、1967年2月18日 - ）は、オーストラリア及びドイツの舞台・オペラ演出家。作品の大胆な再解釈を行いながら多彩な色、動き、手法を用いた鮮やかで審美的な舞台の人気は高く、ヨーロッパを中心に活動する、現在世界で最も多忙な演出家の一人である。   

## 生い立ち
バリー・コスキーは、ヨーロッパからのユダヤ系移民の孫としてメルボルンに生まれた。メルボルン・グラマースクールに通い、そこで1981年にブレヒトの劇『アルトゥロ・ウイの興隆』、1982年にシェイクスピアの『オセロ』に出演、その後ここで初めて舞台演出を経験した。当時コスキーは、セントマーティンズ・ユース・アーツ・センターで勤務していたが、そのときの仕事仲間の多くが後にアーティストとして成功している。1985年、メルボルン大学に入学しピアノと音楽史を学ぶ。   

## キャリア
1989年、メルボルン国際芸術祭においてマイケル・ティペットの『ノットガーデン』（抜粋版）オーストラリア初演の演出を担当。1990年にはギルガル・シアターを結成、1993年に『追放三部作（The Exile Trilogy）』（「ディブック」・「エス・ブレント」・「レヴァド（Levad）」）をベルボワ・ストリート・シアターで上演した。コスキーは1997年までギルガル・シアターの芸術監督を務めた。ここで上演されたプロダクションのうち注目すべきものとしては『The Wilderness Room』及び『The Operated Jew』の舞台化がある。     
ヴィクトリア州立歌劇場では、1991年に『フィガロの結婚』及び『セビリアの理髪師』を演出する。1993年、オペラ・オーストラリアのシーズン開幕公演としてラリー・シツキーのオペラ『ゴーレム』の演出を手掛け、ABCクラシックスからリリースされた。また、同年メルボルン・シアター・カンパニーでゲーテのファウスト第一部及び第二部、オペラ・クイーンズランドでストラヴィンスキーの『エディプス王』の演出を行っている。 
1996年、オペラ・オーストラリアで『ナブッコ』 （ABCテレビジョンによりDVD収録 ）と『さまよえるオランダ人』の演出を手掛けた。また同年、アデレード芸術祭の芸術監督に史上最年少の29歳で任命される。その後、自身のアイデアや創作活動のモチベーション等について語ったドキュメンタリー『Kosky in Paradise』が制作された。 
1997年、シドニー・シアター・カンパニー（STC）でクリストファー・ハンプトン翻案によるモリエールの『タルチュフ』演出を手掛けた。1998年、STCで『喪服の似合うエレクトラ』及び劇団ベル・シェイクスピアのツアー用プロダクションとして『リア王』、翌1999年にシドニー・オペラハウスにおいてアルバン・ベルクの『ヴォツェック』、2000年にはSTCにおいてテッド・ヒューズが脚色したセネカのオイディプス王を演出した。 
2001年から2005年までの間、ウィーンのシャウシュピールハウス・ウィーンで共同芸術監督を務めた。ここでコスキーはオーストラリアの女優メリタ・ジュリシックが出演したエウリピデスの『メディア』演出を手掛け、ネストロイ演劇賞にノミネートされた。2002年には『マクベス』のほか、ポール・キャプシス主演の『Boulevard Delirium』を演出、数シーズンにわたり世界ツアーが行われ、オーストラリアでは2006年のヘルプマン賞を受賞した。さらに2005年、モンテヴェルディの音楽をコール・ポーターの歌曲と組み合わせた『ポッペーアの戴冠』及び『ホフマン物語』制作に携わる。インスブルック古楽音楽祭で演出したルネ・ヤーコプス指揮によるモンテヴェルディ作曲『オルフェオ』の舞台は、ベルリン国立歌劇場でも上演され、その公演はベルリン＝ブランデンブルク放送/アルテによってドイツでテレビ放映された。また2005年には、ウィーン国立歌劇場においてワーグナーの『ローエングリン』の演出を手がけた。     
2006年、STCのアクターズ・カンパニーのために、トム・ライトの 上演時間8時間に及ぶ戯曲『The Lost Echo』（オウィディウスの「変身物語」及び エウリピデスの「バッコスの信女」に基づく）の演出を手掛け、同作品によって5部門でヘルプマン賞受賞。同年、エッセンのアールト音楽劇場において『さまよえるオランダ人』、ブレーメン劇場においてブリテンの『夏の夜の夢』を演出した。   
2007年、エディンバラ・フェスティバルで、ウィーンで制作したモンテヴェルディの『ポッペーアの戴冠』を上演。同年、ハノーファー州立歌劇場で『ピーター・グライムズ』を演出したほか、エッセンのアールト音楽劇場で『トリスタンとイゾルデ』を手掛けてファウスト賞にノミネートされる。 
2008年1月、同劇場で『マハゴニー市の興亡』を演出する。同年4月、オーストラリア2020年サミットの「クリエイティブなオーストラリアに向けて」に参加。 同年7月、2008年ブリスベン・フェスティバルの一環としてジュディス・ライト・コンテンポラリー・アーツ・センターにおいて行われたリザ・リムの新作オペラ『The Navigator』世界初演の演出を手掛けた。なお、コスキーはまたリムの初期のオペラ『オレステイア』（1993年）演出にも関わっている。 2008年9月、トム・ライトと共に脚色したエウリピデスの『トロイアの女』を演出、メリタ・ジュリシック及びロビン・ネヴィンによりシドニー・シアター・カンパニーで上演された。同年8月、コスキーが執筆したエッセイ『On Ecstasy (エクスタシーについて)』がメルボルン大学出版から出版された（ISBN 978-0-522-85534-0）。同年10月、メルボルン国際芸術祭でエドガー・アラン・ポーの短編小説『告げ口心臓』を舞台化した。翌2009年、ハノーファー国立歌劇場におけるヤナーチェクの『死者の家から』演出でファウスト賞受賞。同年、ハノーファーでリング・チクルスを開始、2011年6月に終了した。2010年には、ミュンヘンのバイエルン国立歌劇場のオペラフェスティバルで、 リヒャルト・シュトラウスの『無口な女』を演出。同年後半には、フランクフルト歌劇場でパーセルの『ディドとエネアス』とバルトークの『青ひげ公の城』のダブルビルを制作発表した。 
ベルリン・コーミッシェ・オーパーにおいて、『ル・グラン・マカーブル』、（2003年） 『フィガロの結婚』（2005年）、グルックの『トーリードのイフィジェニー』、『キス・ミー・ケイト』（2007年）（2008年ドイツのテレビチャンネル3satで放映）、『リゴレット』（2009年）及び『ルサルカ』といった一連の制作を経て、2012/2013シーズン以降のインテンダント及び首席演出家に任命される。 以来、パウル・アブラハムの『サヴォイの舞踏会』やオスカー・シュトラウスの『クレオパトラの真珠』といった上演機会の少ないオペレッタの公演を行っている。なお、同歌劇場の改修に伴い、契約期間の満了する2021/22シーズンをもってインテンダントからの退任が予定されている。 
2012年、イギリスのパフォーマンス集団1927のポール・バリット及びスザンヌ・アンドレードと協働して制作された『魔笛』は、アニメーションを駆使したドイツ表現主義のサイレント映画を思わせる舞台が受け、大きな成功を収めた。2014年に国際オペラ賞の最優秀演出家賞、2016年オペルンヴェルトの年間最優秀演出家賞を受賞。
カタリーナ・ワーグナーから約半年間にわたり説得を受け、2017年、その招聘に応じてユダヤ人演出家としては初となるバイロイト音楽祭への登場を果たし、『ニュルンベルクのマイスタージンガー』の演出を手掛けて新たな歴史を築いた。舞台を1875年のヴァ―ンフリート荘乃至第二次世界大戦後のニュルンベルク裁判の法廷に設定し、ザックス及びヴァルターをワーグナー、エーファをコジマ、ベックメッサーをユダヤのみならずフランス・イタリア音楽や音楽評論家等憎悪の対象すべてが具現化した存在としてのヘルマン・レーヴィになぞらえ、幻想のユートピアであるニュルンベルクが辿った歴史に関してワーグナーが法廷において裁かれるという趣向であったが、プロダクションは概ね好意的に迎えられ、同年のオペルンヴェルト年間最優秀公演賞を受賞した。 
ロイヤル・オペラ、オペラ・オーストラリア及びベルリン・コーミッシェ・オーパーの共同制作で演出家デヴィッド・パウントニーが翻訳を担当したショスタコーヴィチのオペラ『鼻』英語版演出に携わり、2016年ロンドンのロイヤル・オペラ・ハウスでプレミアを迎えて同歌劇団デビューを飾った。2018年、ロイヤル・オペラに再登場し、2017年6月にオペラ・フランクフルトの初演で物議を醸したビゼーの『カルメン』を上演。2019年には、ザルツブルク音楽祭でオッフェンバック生誕200周年記念として『地獄のオルフェ』演出を手掛けた。 
自身を「ゲイでユダヤのカンガルー」と形容するコスキーであるが、現在ベルリンの文化機関においてユダヤ人が果たしている主導的な役割について次のように語った。「ベルリンにはもっとユダヤ人がいた方がいいねーガンガンいこうよ。戦前のベルリンを見てみてよ。ユダヤ人がすべての劇場を持っていて、まるでブロードウェイみたいだった。オーケストラだって半分はユダヤ人だらけ、主要な劇場の演出家はみんなユダヤ人だったというし」